# Randy Johnson

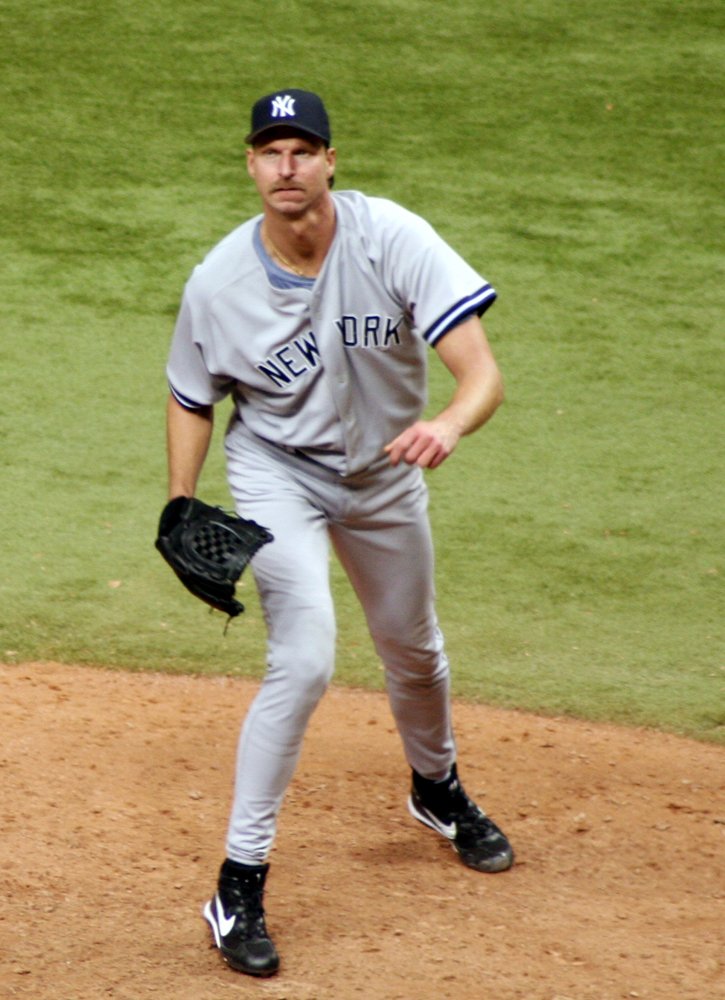
Randy Johnson (2006)

Randall David Johnson (Walnut Creek Californië, 10 september 1963), is een voormalige linkshandige pitcher die voor onder andere de San Francisco Giants speelde. Zijn bijnaam is The Big Unit.
Op 18 mei 2004 gooide Johnson als pitcher van de Arizona Diamondbacks een perfect game (geen enkele slagman van de tegenpartij wist op het honk te komen). Hij was daarmee met 40 jaar de oudste pitcher ooit in de Major League met een perfect game. Randy Johnson won in 1995 de Cy Young Award.
- International Standard Name Identifier: 0000 0000 3517 1775
- Library of Congress Control Number: n96121040
- PIC: 389352
- SNAC: w6j69gtt
- Virtual International Authority File: 21413880
- WorldCat: E39PBJhdbv9x369VMDfMtWjHmd